# Alcis evae
Alcis evae là một loài bướm đêm trong họ Geometridae.